# Водовозов Микола Васильович
Микола Васильович Водовозов (* 1870 — † 1896) — російський публіцист, економіст, син Василя Івановича Водовозова.

## Біографія
Навчався у 1889–1891 роках на юридичному факультеті Санкт-Петербурзького університету, був із нього відчислений за студентські заворушення й закінчив курс в Дерптському університеті.
Початок першої його значної роботи, про Фурье, з'явився в «Російській Думці» в 1892 році, продовження не могло бути тоді надруковано за цензурними умовами і з'явилося в переробленому вигляді тільки після його смерті, в «Історичному Огляді» (1899).
Написав біографію Фурье для Павленковської серії біографій, але вона теж не могла бути надрукована. Інші роботи друкував у виданнях: «Журнал Спб Юридичного Товариства», «Юридичний Вісник», «Російська Думка», «Історичний Огляд» («Культ розуму і Верховної Істоти», 1893), справжньому «Енциклопедичному Словнику» (Кабе, Католицький соціалізм, Ламмене і інші), займався по перевазі історією соціалістичних теорій і робітничим питанням.
Незадовго до смерті зробив видання перекладних статей з «Hardw ö rterbuch der Staatswissenschaften», встиг випустити 2 томи: «Землеволодіння і сільське господарство» (М., 1896; 2 видавництва Спб., 1903) і «Промисловість» (М., 1896; 2 видавництва Спб., 1905). Після його смерті цю серію продовжувала його вдова, Марія Іванівна Водовозова, що випустила ще 4 томи.
З робіт Водовозова окремо вишли: «Мальтус» (у Павленковській біографічній бібліотеці Спб., 1895) і «Економічні етюди» (М., 1897).

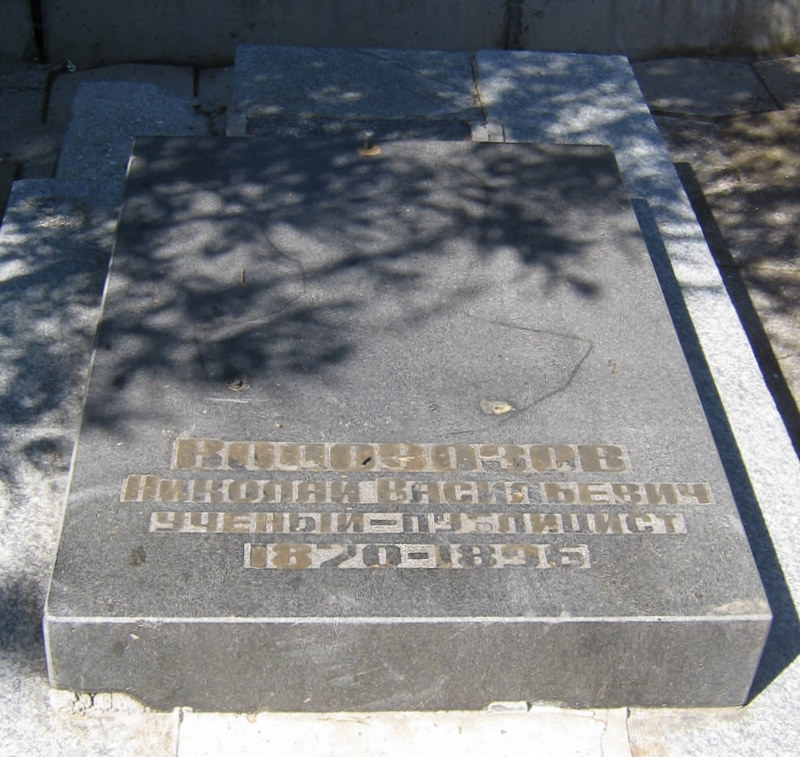
Могила Миколи Водовозова

Помер в 1896 році (ймовірно від туберкульозу). Похований на Полікуріському меморіалі в Ялті.